# Henri Bouley
Pour les articles homonymes, voir Bouley.
Henri-Marie Bouley, communément appelé Henri Bouley, né le 17 mai 1814 à Paris et mort le 30 novembre 1885, à Paris, est un vétérinaire français qui fut un professeur de clinique vétérinaire à l'École nationale vétérinaire d’Alfort, internationalement connu en tant qu’enseignant, expert et grand vulgarisateur de sa discipline, la pathologie animale.
Henri Bouley est surtout reconnu pour avoir été le défenseur brillant et l’apôtre ardent des découvertes et des théories de Louis Pasteur.

## Biographie
Henri-Marie Bouley, « un des plus grands noms de la médecine vétérinaire » selon le professeur Louis-Georges Neumann, naquit à Paris le 17 mai 1814. Il y est décédé le 20 novembre 1885. Après de brillantes études littéraires au lycée Rollin (auparavant Sainte Barbe, aujourd’hui Collège-lycée Jacques-Decour), il entra à l'école d’Alfort en 1832, où il fut toujours à la tête de sa promotion. Diplômé vétérinaire en 1836, il aida d’abord son père vétérinaire dans l’exercice de sa clientèle, puis fut recruté comme chef de clinique à Alfort. En 1839, Eugène Renault, professeur de clinique fut nommé directeur et dut être suppléé dans ses fonctions par un professeur adjoint chargé de la clinique, des cours de chirurgie, de ferrure et de jurisprudence commerciale. Un concours fut ouvert, où Henri Bouley l’emporta. Titulaire de cette chaire en 1845, il l’occupa jusqu’au 1er janvier 1866, date de sa nomination comme inspecteur général des écoles vétérinaires, fonction qu’il occupa jusqu’à sa mort, en sus de nombreuses autres charges et responsabilités qu’il exerça conjointement ou successivement.

### Les origines familiales: les Bouley
Henri-Marie Bouley est issu d’une famille de vétérinaires et maréchaux-ferrants « les Bouley » qui ont excellé dans Paris. Il était le fils de Jean-François Bouley, dit Bouley jeune, (1787- 1855), lequel était le frère d’Henri-Claude Bouley, dit Bouley aîné, (1781-1869). Les frères Bouley étaient fils de Jean Bouley maréchal-ferrant né à Arnay-le Duc (Côte-d'Or) en 1751, fils d'une longue lignée de maréchaux de cette ville. Il vint s'établir à Paris, rue Saint Thomas, sans doute chez Jean-François Bellocq, maréchal parisien renommé chez qui il fit ou perfectionna sa formation. À 29 ans, il épousa en 1779 Catherine Beurdeley, originaire d'Époisses, d'une famille de maréchaux. Il s'installa en 1782 rue de Normandie dans le quartier du Marais. Il eut deux fils : Henri-Claude Bouley né en 1781 dit "Aîné" et Jean-François Bouley, dit "Jeune". Selon Neumann « Pendant plus d’un demi-siècle, le nom des Bouley a personnifié à Paris la profession vétérinaire auprès de tous ceux qu’intéressait la médecine du cheval ».
- Le père d'Henri Bouley, Jean-François Bouley, dit Bouley jeune, né en 1787 entré à l’école d’Alfort en 1805 en sortit en 1808 après y avoir exercé au cours de ses brillantes études les fonctions de répétiteur. Il prit aussitôt la direction de l’atelier parisien de son père, rue de Normandie. Il acquit une très grande réputation « qui lui attira une immense clientèle à laquelle il lui a fallu toute son activité pour suffire ».  En 1824, il accompagna son ami François-Narcisse Girard, dit Girard Fils (1796-1825), dans la création du Recueil de médecine vétérinaire, dont l’édition sera reprise plus tard par le corps enseignant de l’école d’Alfort et qui fut jusqu’à sa disparition en 1999 l’un des plus grands journaux de médecine vétérinaire  [6]. En 1823, il a 35 ans lorsqu'il remplace le vétérinaire  Desplas à l'Académie de Médecine dont il sera un membre particulièrement actif.
- Son oncle, Henri-Claude Bouley, dit Bouley aîné, entra à Alfort en 1798 et en sortit en 1801 avec le diplôme d’honneur après avoir été répétiteur. lI embrassa la carrière militaire et y déploya[7], « une prodigieuse activité » au point qu’il fut élevé aux grades d’inspecteur général des remontes et de vétérinaire en chef de la Grande Armée de Russie. En 1814, il quitta le service, s’établit à Paris et, grâce à sa propre habileté de maréchal, de chef d’entreprise et de chirurgien, son atelier, rue de Sèze acquit une immense réputation. Ce fut une véritable école de maréchalerie et ses ouvriers se faisaient un titre d’honneur d’avoir travaillé sous sa direction. Bouley aîné fut en 1844 un des membres fondateurs de la Société centrale de médecine vétérinaire.

### Henri Bouley vu par Louis Georges Neumann
Louis Georges Neumann (1846-1930) qui fut l’élève d’Henri Bouley à Alfort, avant d’être un grand professeur de parasitologie à l’École nationale vétérinaire de Toulouse, internationalement connu pour ses travaux sur les acariens, est l’auteur d’un ouvrage, « Biographies vétérinaires », dans lequel Henri Bouley occupe une place relativement importante. Témoin et observateur privilégié, Neumann livre un éclairage d’autant plus intéressant sur l’homme qu’il prend soin de préciser dans sa préface que « ses biographies ne sont pas nécessairement des éloges ; le blâme et la critique y jouent le rôle qui m’a paru leur revenir ; il est parfois important ». Sous ce rapport la lecture de la biographie d’Henri Bouley complète utilement les informations que l’on peut lire dans les éloges rassemblés dans le numéro de décembre 1885 du Recueil de médecine vétérinaire qui fut tout entier consacré à Henri Bouley après son décès.

#### Un grand clinicien et un grand professeur
Selon Neumann, « Henri Bouley réalisa l’idéal du professeur de clinique. Passionné par son art, il avait rapidement acquis une sûreté de diagnostic et une habileté opératoire remarquables. Tous ceux qui l’ont vu à sa clinique d’Alfort, praticiens français et étrangers, propriétaires, etc. en ont gardé le souvenir vivant. Dominant de sa haute taille ceux qui l’entouraient, les séduisant par son charme naturel, sa bonhomie, son esprit, sa gaîté, sa distinction, il méritait vraiment le nom de patron que trente générations de vétérinaires lui ont affectueusement donné. Son talent de parole allait de pair avec ses autres dons, et nul n’a plus passionné et enthousiasmé un auditoire d’élèves ».

#### L’auteur d’ouvrages d’enseignement et d’articles scientifiques et de vulgarisation

##### Ouvrages
Il publia en 1851 le Traité de l’organisation du pied du cheval dont les superbes lithographies sont toujours des références.
Il fut à l’origine de treize volumes du Nouveau dictionnaire pratique de médecine, de chirurgie et d’hygiène vétérinaires qu’il commença à publier avec Reynal en 1856. Cette œuvre immense fournit un instantané de la médecine vétérinaire pendant la deuxième moitié du XIXe siècle.
On peut accéder à des extraits d’ouvrages en ligne sur le site de la bibliothèque numérique Medic@ (Biusanté-Histoire de la santé) qui livre le catalogue des textes en ligne de Bouley Henri-Marie.

##### Le rédacteur en chef du Recueil de médecine vétérinaire
Dès 1845 Jean-François Bouley confia à son fils Henri la fonction de rédacteur en chef du Recueil de médecine vétérinaire qu'il assurait depuis sa création. Henri Bouley l'a poursuivi pendant quarante ans, jusqu’à sa mort. Selon Neumann : « Il faut parcourir la collection de ce journal pour se rendre compte de ce qu’il y a accumulé de travail et de science, […] La clarté, cette qualité maîtresse du professeur, se retrouvait dans tous ses articles. Les questions les plus difficiles se dépouillaient sous sa plume de ce qu’elles avaient d’abstrus, et il les éclairait de lueurs si singulièrement pénétrantes qu’en le lisant on s’étonnait d’avoir craint de les aborder. Ses « Chroniques » sont, à cet égard, merveilleuses de lucidité, et il n’a pas eu d’égal dans ce rôle de vulgarisateur, si longtemps et si constamment soutenu. Il a ainsi contribué à faire connaître les différentes branches de la médecine vétérinaire, en même temps qu’il prenait une part des plus actives à leur progrès. Il a malheureusement soutenu parfois l’erreur avec la même vigueur que la vérité. Son opinion sur l’étiologie de la morve, sur la non-contagiosité de sa forme chronique, qu’il fit partager à la majorité des vétérinaires français, a été longtemps féconde en désastres pour l’élevage et la cavalerie en France ».

##### Le sociétaire rédacteur de nombreuses contributions aux sociétés savantes et aux académies
Membre de l’Académie de médecine en 1855 à la suite de son père, puis président en 1877, membre de l’Académie des sciences en 1868, Henri Bouley fut aussi un des fondateurs de la Société de médecine vétérinaire de la Seine, qui fut peu d’années après la Société centrale de médecine vétérinaire et devint, en 1928, l'Académie vétérinaire de France. Il en était nommé secrétaire général en 1849 et il en a conservé le titre et rempli les fonctions jusqu’à sa mort. Selon Neumann, les bulletins de cette société témoignent de la part importante qu’il prit à presque toutes les discussions, des nombreux et remarquables rapports qu’il y présenta. « Dans les séances solennelles, il lisait l’Éloge de quelque collègue éminent de la Société et ses éloges offrent un vrai régal littéraire en même temps qu’une revue savante et rapide de maintes questions médicales ».

#### L’ardent soutien de Pasteur et le propagateur de la «théorie microbienne de la contagion»
D'abord « spontanéiste », Henri Bouley reconnut ensuite son erreur, « converti par la vérité », il « prit son chemin de Damas » en 1876 et fut un ardent défenseur puis un ami de Pasteur.

En toute occasion, il défendit Pasteur par la parole et l'écrit dans les sociétés et académies savantes. « Pastorien d'enthousiasme », il mit sa fougue et son éloquence au service du savant, entraîna ses élèves comme Edmond Nocard « pastorien de raison », futur collaborateur d’Émile Roux. En retour, la sympathie de Pasteur pour la profession vétérinaire se manifesta dans plusieurs occasions et en particulier dans la lettre qu'il adressa à Henri Bouley le 7 septembre 1877 : « […] Je suis heureux également de trouver l'occasion de vous montrer que je cherche à m'instruire dans la médecine vétérinaire puisque c'est en parcourant une de vos publications que j'ai rencontré le sujet de cette lettre. Si j'étais jeune, et même à mon âge si j'étais valide, j'irais me constituer élève de l'école d'Alfort. Les lectures des ouvrages vétérinaires me mettent la tête en feu… ».
Les maladies contagieuses furent l’objet des Leçons qu’il donna au Muséum, il les publia en deux volumes : Le Progrès en médecine par l’expérimentation (en 1882) et La Nature vivante de la contagion. Contagiosité de la tuberculose (en 1884). Selon Neumann : « Dans ces leçons du Muséum, comme à l’Académie de médecine, à l’Académie des sciences, et partout où l’occasion s’en présentait pour lui, il se fit l’ardent propagateur, l’apôtre enthousiaste des découvertes de Pasteur et de ses émules. Cette passion pour les doctrines nouvelles, dont il avait été des tout premiers à reconnaître la vérité et l’immense importance, est la caractéristique des dernières années de sa vie ».

#### Les honneurs: autorité du monde médical et vétérinaire reconnue et honorée par ses pairs et par les pouvoirs publics
- Expert national en police sanitaire puis inspecteur général des écoles vétérinaires

Dans les années 1850, Bouley fut chargé par le ministère de l'Agriculture et du commerce d'étudier la Péripneumonie contagieuse bovine « pour en arrêter les ravages ». Cette étude donna lieu à un rapport publié en 1854, qui, conjugué aux succès de sa mission, lui ouvrit les portes de l'Académie de médecine, l'année suivante. En 1865, il fut mandaté par les pouvoirs publics pour étudier la peste bovine qui sévissait en Angleterre, en Belgique, en Hollande et en Europe centrale. Selon Neumann « Par une judicieuse utilisation des connaissances acquises et une application vigoureuse des mesures de police sanitaire indiquées et sanctionnées par l’expérience, il réussit à préserver la France de cette redoutable maladie, qui enlevait à l’Angleterre et à la Hollande près de 500 000 têtes de gros bétail. Cet éminent service rendu à son pays le fit nommer en 1866 inspecteur général des écoles vétérinaires ». Il succéda à ce poste à Eugène Renault. « Dans ces fonctions nouvelles, précise Neumann, il ne témoigna pas de qualités d’administrateur ; mais il usa de toute son influence pour obtenir des améliorations du matériel, des bâtiments et de la situation du personnel enseignant ».
Il était membre du Comité consultatif d’hygiène publique de France, de la Société nationale d’agriculture et d’un très grand nombre de sociétés savantes. Selon Neumann, « sa haute situation et l’autorité dont il jouissait le faisaient consulter par l’administration et les tribunaux sur toutes les questions de police sanitaire, de jurisprudence, de médecine légale, etc. ; aussi ne saurait-on dire la quantité de rapports sortis de sa plume »

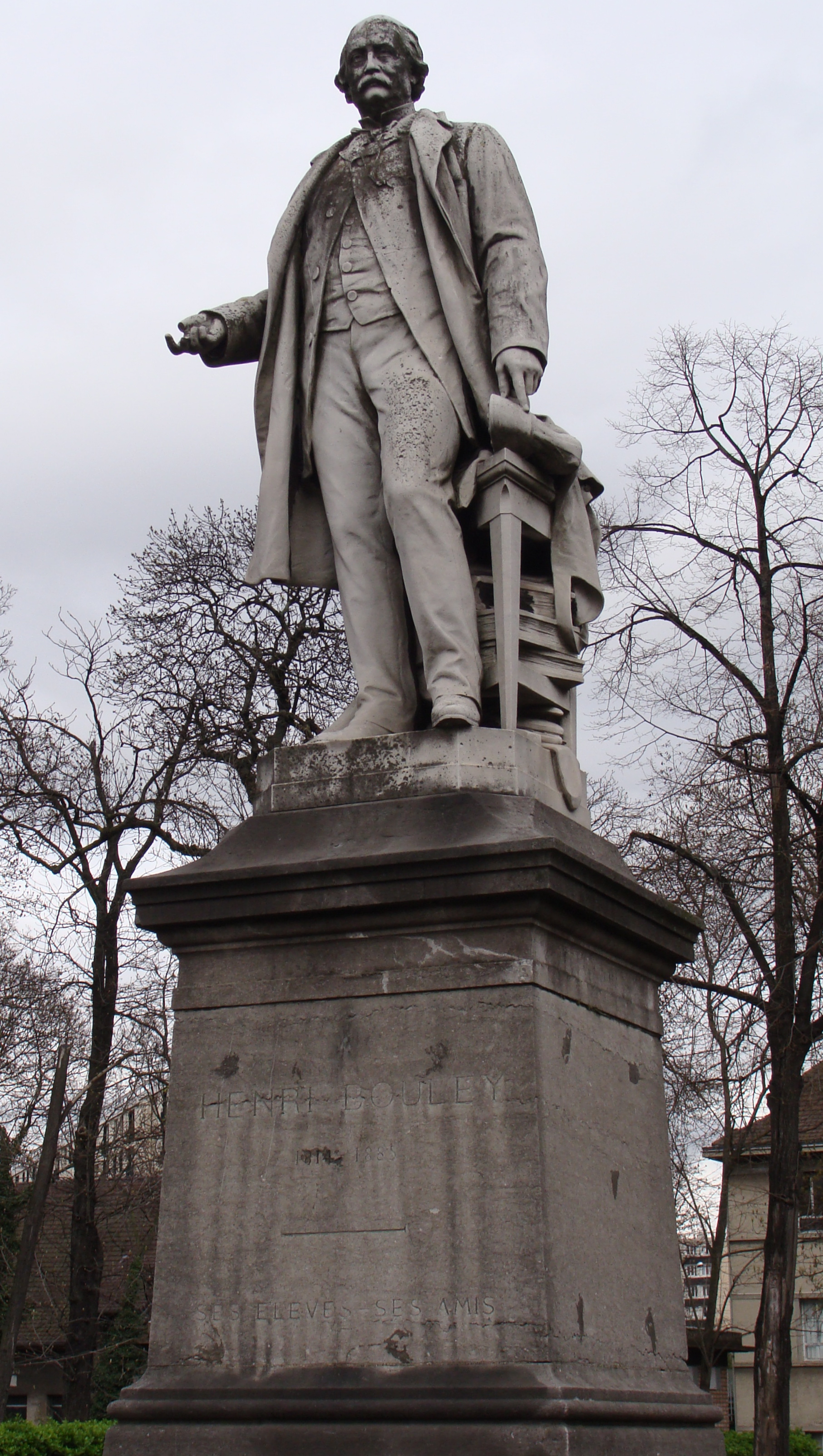
Statue d'Henri Bouley à Alfort.

- Académicien et titulaire d'une chaire au Muséum

Membre de l’Académie de médecine depuis 1855, Bouley en devint le président en 1877 à la presque unanimité des suffrages. En 1868 il était élu membre de l’Académie des Sciences. Selon Neumann, « dans ce milieu d’élite, d’emblée il fut de pair avec les plus grands. En 1879, à la mort de Claude Bernard, le Muséum et l’Académie des Sciences le proposèrent pour occuper la chaire que l’illustre physiologiste laissait vacante au  Muséum. Ce vœu ne fut satisfait qu’en partie. La chaire fut donnée à un physiologiste ; mais une chaire de pathologie comparée fut créée et Bouley appelé à l’occuper ». Auguste Chauveau devait occuper cette chaire, après la mort de Bouley, en même temps qu’il reprit la charge d’inspecteur général des écoles vétérinaires.
En 1885 Henri Bouley fut élu président de l’Académie des sciences, comme le seront plus tard deux autres grands vétérinaires, Auguste Chauveau et Emmanuel Leclainche. À cette occasion, ses élèves et ses amis firent frapper une médaille commémorative . Décédé le 20 novembre 1885, « ses funérailles ont été marquées par une explosion unanime de sympathies et de regrets, dont témoignent tous les journaux de l’époque et les discours éloquents prononcés sur sa tombe ». Par une souscription publique à laquelle contribuèrent des vétérinaires et des savants du monde entier, une statue en marbre par Henri Allouard lui a été élevée à  l’école d’Alfort.
Henri Bouley était commandeur de la Légion d’honneur depuis 1881.

#### Au bilan: «un vulgarisateur éclatant servi par la parole et par la plume»
Selon Neumann, « Henri Bouley n’a pas été un savant au sens actuel du mot, car son apport scientifique reste au-dessous de sa légitime renommée. Il a aimé la vérité mais s’est souvent contenté de la vraisemblance, parce que l’expérimentation et la lente rigueur de ses méthodes ne s’adaptaient guère à son esprit brillant et primesautier. Son vrai rôle a été celui d’un vulgarisateur servi par la parole et par la plume, et il l’a rempli avec éclat, sans relâche et sans fatigue, pendant près de cinquante ans, dans ses chaires, aux tribunes académiques, dans les conférences et dans les journaux professionnels et scientifiques ». Ce jugement doit être nuancé, car si Bouley ne fut effectivement pas un homme de laboratoire innovant, il montra de réelles qualités d'expérimentateur de terrain (Cf notamment son rapport sur les travaux réalisés sur la pleuropneumonie contagieuse bovine).

## Eugène Renault et Henri Bouley, l’orientation médicale et scientifique de l’enseignement vétérinaire
Eugène Renault (1815-1863), directeur d’Alfort, et Henri Bouley occupent une place centrale dans le long parcours de l’ascension sociale de la profession vétérinaire depuis ses humbles origines voulues par Claude Bourgelat lors de la création de l’école vétérinaire de Lyon en 1762 puis de celle d’Alfort en 1765, jusqu’à la conquête du doctorat vétérinaire en 1923 et du monopole d’exercice vétérinaire en 1938. Leurs noms sont associés au tournant médical et scientifique que prend l’enseignement vétérinaire vers 1830 à l’initiative d’Eugène Renault, professeur de clinique puis directeur d’Alfort. Henri Bouley, son successeur, grand communicateur, l’accompagna dans cette entreprise par son enseignement, par ses très nombreuses publications, par ses conférences, d’abord en tant qu’enseignant de clinique à l’école vétérinaire d’Alfort, puis en tant qu’inspecteur général des écoles vétérinaires, et aussi par le soutien enthousiaste qu’il apporta à Pasteur.

### Henri Bouley et l'orientation médicale de l'enseignement vétérinaire
En 1839, Bouley succède à Eugène Renault (1815-1863) en tant que professeur de clinique lorsque Renault quitte sa chaire de clinique pour prendre la direction d’Alfort. En 1864, il est nommé inspecteur général des écoles vétérinaires, après la mort de Renault qui succéda à Yvart dans cette fonction. Bouley reprend à son compte la vision stratégique de médicalisation de l’enseignement vétérinaire et de son rapprochement de la médecine humaine qui avait été celle de Renault. La vision de Renault se situait à l’opposé des entreprises zootechniques et économiques de terrain conduites par Charles-Auguste Yvart, inspecteur général des écoles vétérinaires avant Renault, même si la collaboration entre les deux hommes, l’un inspecteur général des écoles vétérinaires et des bergeries de l’État (surnommé pour cela « Le grand moutonnier » par ses collègues), l’autre directeur d’Alfort, ne semble pas avoir posé de problème. Certes les entreprises zootechniques d’Yvart ont été très fructueuses pour l’Élevage (création de races ovines et bovines) mais elles étaient éloignées de l’emprise des vétérinaires sur les réalités ordinaires de l’élevage dans la pratique quotidienne de leur métier, aussi ni la profession ni les enseignants vétérinaires n’y ont majoritairement adhéré.

### Le défenseur des intérêts professionnels vétérinaires
Selon Neumann, « En toute occasion, Henri Bouley se montra le défenseur ardent des intérêts de sa profession. De sa plume acerbe, il fustigea un vétérinaire praticien de Lille, Loisel, qui embusqué derrière le décret de 1813
, avait créé une véritable école d’empiriques. Cloué par Bouley au pilori de l’opinion de ses confrères, Loisel le poursuivit devant les tribunaux et le fit condamner à 200 Fr. de dommages-intérêts. Bouley en retira un surcroît d’estime et de popularité auprès de tous les vétérinaires. Il poursuivit aussi de tous ses efforts la réalisation d’une loi protectrice de la médecine vétérinaire, et contribua à l’amélioration de la situation des vétérinaires militaires ».

### Bouley et la Science dans l'enseignement vétérinaire

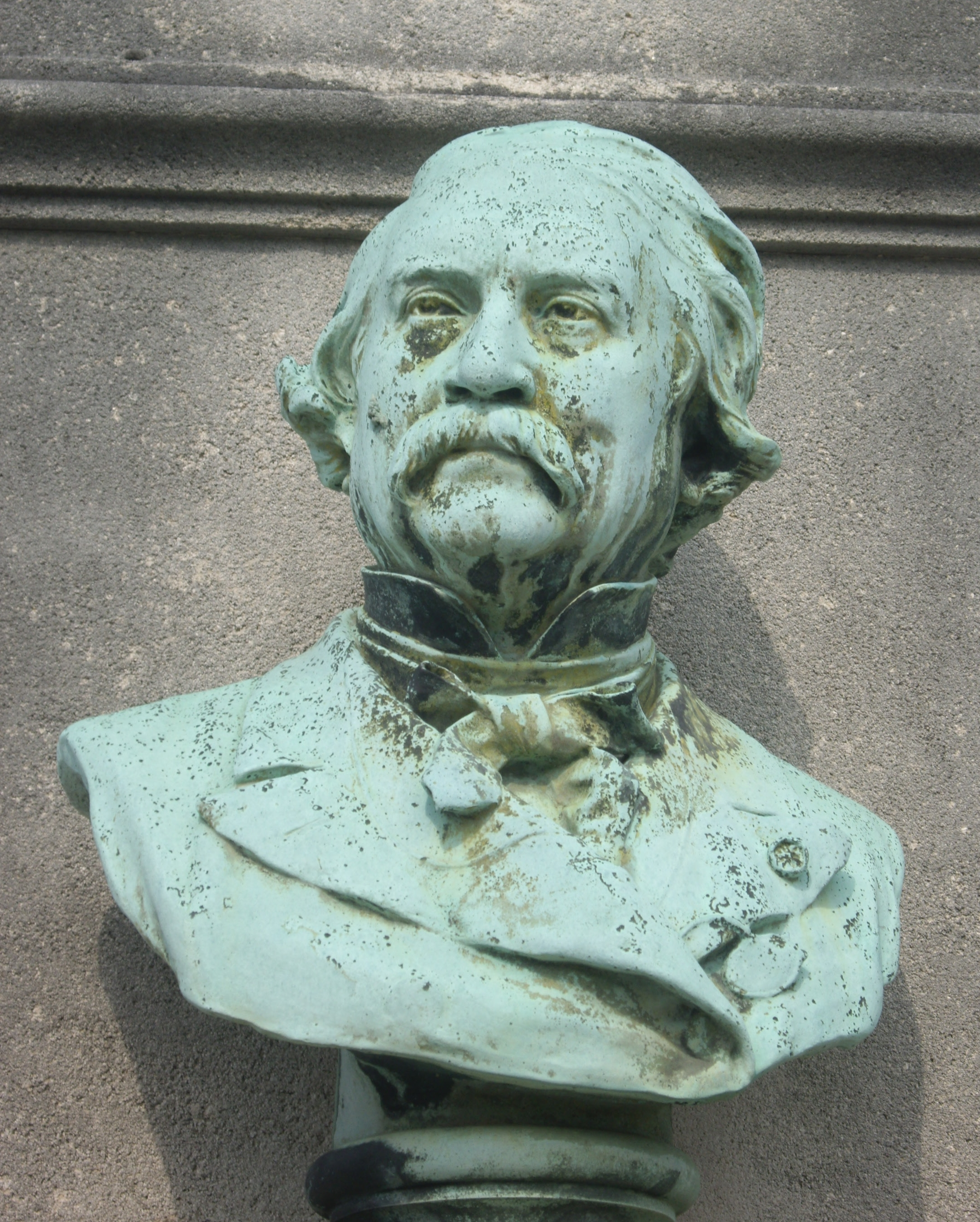

Par son talent, plus que par sa contribution personnelle à la recherche scientifique (selon Neumann), Henri Bouley contribua à changer la perception du vétérinaire tant dans les milieux académiques que dans le monde politique et dans l’administration centrale parisienne, en ancrant l’image d’une profession à caractère scientifique. Cette disposition nouvelle des esprits fit qu’en 1887, deux ans après la mort de Bouley, naturellement et sans que la profession vétérinaire l'ait demandé (presque malgré elle, en fait), un décret rendit obligatoire le diplôme de baccalauréat pour l’admission dans les écoles vétérinaires à partir de 1890. Il faut remarquer que Bouley, en tant qu’inspecteur général des écoles vétérinaires, peut-être encore marqué par les principes fondateurs de Claude Bourgelat, ne l’avait pas réclamé ou s'y était même opposé, convaincu que demander aux candidats des titres universitaires comparables à ceux exigés pour les autres carrières libérales fermerait l’accès des écoles aux fils de famille peu fortunés.
L’extrait qui suit, tiré de l’Éloge d’Eugène Renault que prononça Bouley lors de la séance solennelle de la Société centrale de médecine vétérinaire, le 26 octobre 1882, est révélateur à la fois du talent oratoire de Bouley et de sa vision de la profession vétérinaire. Cet extrait est souvent cité, il a notamment été repris par l’historien Ronald Hubscher dans son ouvrage magistral sur la profession vétérinaire « Les maîtres des bêtes »  :

« Lorsqu’une profession s’appuie sur les bases solides de la science, elle tend toujours à s’élever et, quelle que soit l’humilité de son origine, elle surmonte, dans son mouvement ascensionnel, les obstacles que peuvent lui opposer les hommes et les choses, et finit par atteindre une altitude sociale dont elle ne peut plus déchoir »

## Hommages

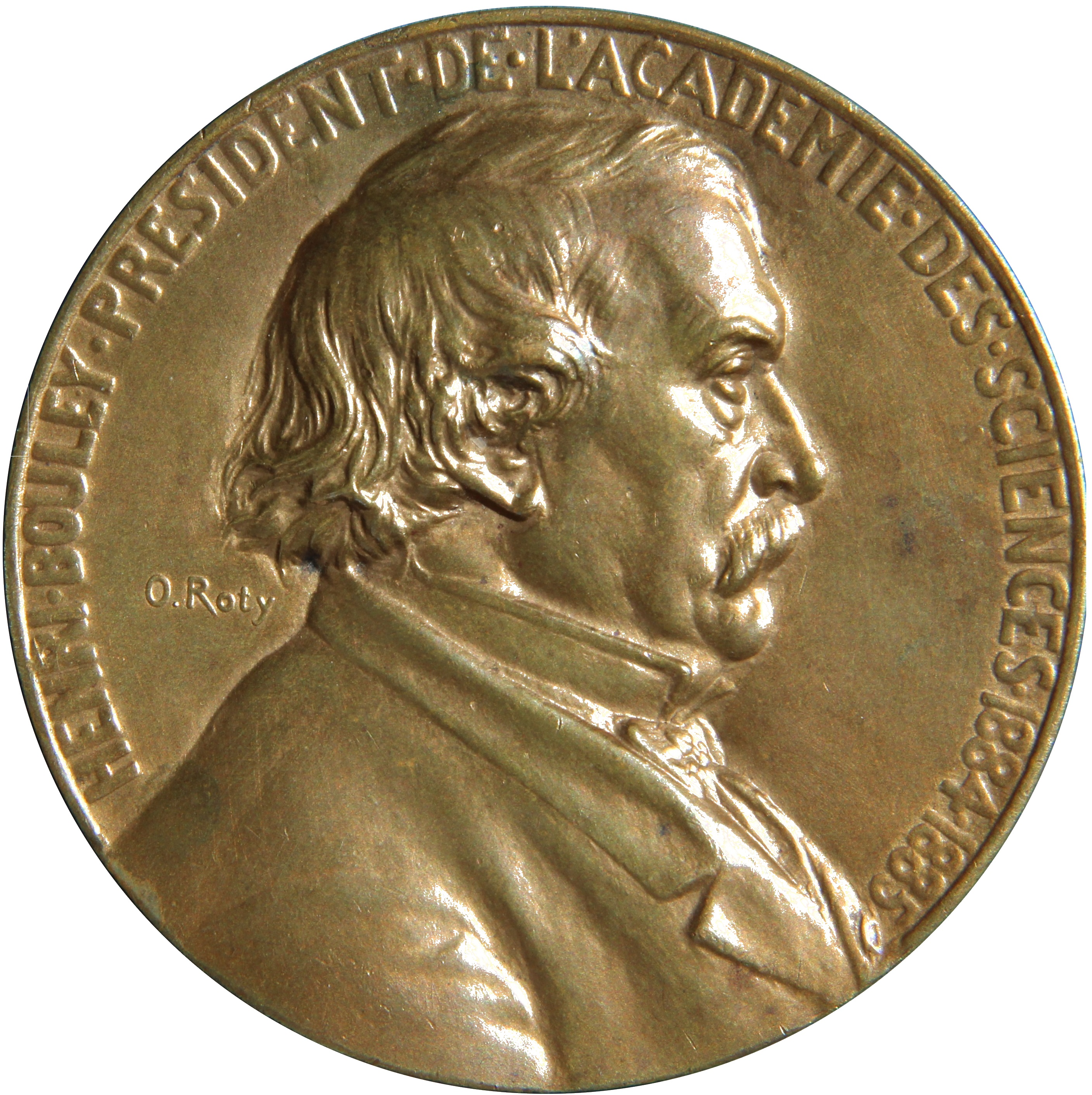
Henri Bouley par Oscar Roty.

Il existe une rue Bouley à Maisons-Alfort.
Sa statue en marbre par Henri Allouard se trouve dans la cour d’entrée de l’école d’Alfort.
Son buste par Gustave Crauk orne sa tombe au cimetière du Montparnasse.
Une médaille le représentant a été gravée par Oscar Roty.

## Œuvres et publications
Les notices d'autorité, en fin d'article (Liens externes), permettent d’accéder à des listes d'ouvrages et de travaux dont certains sont consultables en ligne. Dont : 
- [1851] Traité de l'organisation du pied du cheval (Atlas de 34 planches dessinées par Edm. Poché), Paris, éd. Labé, 1851, sur books.google.fr (lire en ligne).